# 富之保村
富之保村（とみのほむら）は、かつて岐阜県武儀郡にあった村である。
合併で武儀村（1971年に町制施行し、武儀町）となり、現在は関市の一部である。
津保川およびその支流沿いの谷間の村であった。

## 歴史
- 江戸時代末期、この地域は尾張藩領、寺社領であった。
- 明治時代初期、岩山崎村、祖父川村、大洞村、粟野村、町村、武儀倉村、雁曽礼村、宮脇村、川合村、船山村、明ケ島村、行合村、鳥屋市村、が合併し、上之保村となる。旧・岩山崎村、祖父川村、大洞村、粟野村、町村、武儀倉村、雁曽礼村を「下村」、旧・宮脇村、川合村、船山村、明ケ島村、行合村、鳥屋市村を「上村」と称し、上村と下村を合わせて上之保村としていたという。
- 1874年（明治7年） - 上之保村（下村）[1]と水成山村が合併し、富之保村となる。
- 1889年（明治22年）7月1日 - 町村制により富之保村が発足。
- 1955年（昭和30年）4月1日 - 中之保村、下之保村と合併し武儀村となる。

## 教育
- 富之保村立富之保小学校 （2003年に中之保小学校と統合し、武儀東小学校。2021年に統合により関市立武儀小学校。）
- 富之保立富之保中学校 （1968年に下之保中学校、中之保中学校と統合。武儀中学校。2016年に統合により関市立津保川中学校）

## 神社・仏閣
- 水無神社
- 南宮神社